# Sammy Basso
Pour les articles homonymes, voir Basso.
Sammy Basso, né le 1er décembre 1995 à Schio et mort le 5 octobre 2024 à Asolo, est un biologiste, influenceur et activiste italien. Atteint par la progéria, il est un spécialiste de cette maladie, sur laquelle il soutient une thèse en 2021.

## Biographie
Sammy Basso naît le 1er décembre 1995 à Schio. Il étudie à Padoue et se spécialise en 2021 en biologie moléculaire avec une thèse cherchant à clarifier la relation entre les inflammations et la progéria. Il est lui-même atteint de cette maladie.
Actif sur les réseaux sociaux, il est suivi par plus de 70 000 personnes sur Instagram.
Doyen des malades de vieillissement prématuré, il meurt à 28 ans le 5 octobre 2024 à Asolo.